# Echinogammarus pacaudi
Echinogammarus pacaudi is een vlokreeftensoort uit de familie van de Gammaridae. De wetenschappelijke naam van de soort is voor het eerst geldig gepubliceerd in 1956 door Hubault & Ruffo.